# ГЕС Kulekhani I
ГЕС Kulekhani I – гідроелектростанція у Непалі. Знаходячись перед ГЕС Kulekhani II (32 МВт), становить верхній ступінь каскаду, котрий живиться за рахунок деривації ресурсу із річки Kulekhani (права притока Багматі, котра в свою чергу приєднується ліворуч до одного з рукавів нижньої течії Коші – великої лівої притоки Гангу).
В межах проекту річку Kulekhani перекрили кам’яно-накидною греблею висотою 114 метрів, довжиною 406 метрів та шириною по гребеню 10 метрів, яка потребувала 4,4 млн м3 матеріалу. Вона утримує витягнуте на 7 км водосховище з площею поверхні 2,2 км2 та об’ємом 85,3 млн м3 (корисний об’єм 73,3 млн м3).
Зі сховища через правобережний гірський масив прокладено дериваційний тунель довжиною 6,2 км з діаметром 2,5 метра, який перетинає водорозділ та виходить в долину річки Рапті, лівої притоки Гандакі (впадає ліворуч до Гангу). На завершальному етапі тунель перереходить у напірний водовід довжиною 1,3 км зі спадаючим діаметром від 2 до 1,5 метра.
Основне обладнання станції становлять дві турбіни типу Пелтон потужністю по 31 МВт, які використовують напір у 550 метрів та забезпечують виробництво 211 млн кВт-год електроенергії на рік.
Відрацьована вода потрапляє у підвідний тунель наступної станції каскаду.
Видача продукції відбувається по ЛЕП, розрахованій на роботу під напругою 66 кВ.